# Rhopalura intoshi
Rhopalura intoshi is een soort in de taxonomische indeling van de Orthonectida. Deze minuscule parasieten hebben geen weefsels of organen en bestaan uit slechts enkele tientallen cellen.
Het organisme komt uit het geslacht Rhopalura en behoort tot de familie Rhopaluridae. Rhopalura intoshi werd beschreven door Metchnikoff.